# 熊佑
熊佑（1441年—？），字良佐，山東青州府博興縣人，民籍。明朝政治人物。進士出身。

## 生平
山東鄉試第六十名。成化五年（1469年）乙丑科會試第二百九名，殿試登進士第三甲第一百零九名。

## 家族
曾祖熊九功。祖父熊志賢。父亲熊泰，曾任縣主簿。